# Jymy (serietidning)
Jymy var en finländsk serietidning  publicerat på 1970-talet. Den publicerade främst amerikanska serier. Tecknare var till exempel: Robert Crumb och Jay Lynch. Jymy publicerades mellan 1973 och 1975. Den första redaktören var Pekka Gronow, och senare Kari Kantalainen.